# Trichogramma erosicorne
Trichogramma erosicorne är en stekelart som beskrevs av John Obadiah Westwood 1879. Trichogramma erosicorne ingår i släktet Trichogramma och familjen hårstrimsteklar. Inga underarter finns listade i Catalogue of Life.